# Korynia auxa
Korynia auxa är en mångfotingart som beskrevs av Chamberlin 1954. Korynia auxa ingår i släktet Korynia och familjen storjordkrypare. Inga underarter finns listade i Catalogue of Life.